# Ballistura schoetti
Ballistura schoetti is een springstaartensoort uit de familie van de Isotomidae. De wetenschappelijke naam van de soort is voor het eerst geldig gepubliceerd in 1895 door Dalla Torre.